# 達克敦 (喬治亞州)
達克敦（英語：Ducktown）是位於美國喬治亞州福賽斯縣的一個非建制地區。該地的面積和人口皆未知。

## 地理
達克敦的座標為34°14′38″N 84°14′58″W / 34.24389°N 84.24944°W，而該地的平均海拔高度為382米（即1253英尺）。